# Reinaldo de Saint-Valery
Reinaldo de Saint-Valery (en francés: Renaud de Saint-Valéry; fallecido después de 1165) fue señor de Harenc, uno de los feudos del Principado de Antioquía.
Era hijo del caballero anglonormando Bernardo II de Saint-Valery y su esposa Matilde.
Entre 1157/1158 Reinaldo fue mencionado como unos de los caballeros del conde Teodorico de Alsacia. Junto con Teodorico fue en peregrinación a Tierra Santa y desde el verano de 1157 formó parte de una campaña bajo el mando del rey Balduino III de Jerusalén contra los musulmanes sirios. Los cruzados aprovecharon la oportunidad de que Nur al-Din, atabeg de Alepo, enfermara para expandir el Principado de Antioquía a su costa. Primero atacaron la ciudad fortaleza de Shaizar, que Teodorico recibiría como feudo. El príncipe de Antioquía, Reinaldo de Châtillon, insistió en que el nuevo señorío tenía que someterse a su poder. Sin embargo, Châtillon era de baja nobleza comparado con Teodorico, por lo que este rehusó rendirle vasallaje. Aunque los cruzados ya habían tomado la ciudad baja de Shaizar y la ciudadela estaba a punto de rendirse, el sitio fue cancelado en octubre de 1157 y el ejército de cruzados continuó hacia el norte.
Después de que el ejército ocupara las ruinas de Apamea, fueron a asediar el castillo de Harenc. El castillo había pertenecido anteriormente al Principado de Antioquía y había sido conquistado por Nur al-Din en 1149. Los cruzados finalmente conquistaron el castillo en febrero de 1158. Dado que Teodorico continuó negándose a rendir homenaje al príncipe Reinaldo, el castillo y el área circundante finalmente fueron entregados a Reinaldo de Saint-Valery. Reinaldo y Teodorico tomaron parte en otra campaña del rey Balduino y sobresalieron en la derrota de un ejército de Nur al-Din que había ocurrido en Galilea.
El castillo permaneció en disputa en el período que siguió. El 12 de agosto de 1164, un ejército cristiano fue derrotado cerca del castillo en la batalla de Harim en un intento de apoyar a Harenc, que fue asediado por los musulmanes. Hacia 1165, el castillo volvió a caer ante Nur al-Din. Aparentemente, Reinaldo ya había regresado a Inglaterra para ese momento y su señorío pasó al conde Joscelino III de Edesa.